# Сарит Хадад
Сара Худадатов, познатија под уметничким именом Сарит Хадад (хебр. שרית חדד‎; Афула, 20. септембар 1978) израелска је певачица која углавном изводи мизрахи, денс и поп музику. Године 2009. по избору израелске музичке телевизије Канал 24 проглашена је за најбољу певачицу двехиљадитих у Израелу. У богатој музичкој каријери која траје од 1994. издала је укупно 22 албума (последњи под називом Сарит Хадад издала је 2015. године).
Са јавним наступима почела је још као осмогодишња девојчица на локалним дечијим фестивалима. Свира клавир, оргуље, гитару, хармонику и традиционални хебрејски бубањ дарбуку. Своје песме поред хебрејског изводи и на енглеском, грчком, турском, грузијском и арапском. Хададова је прва Израелка која је одржала концерт у Јордану.
Године 2002. представљала је Израел на Песми Евровизије у Талину. Њена балада Nadlik Beyakhad Ner (Light a Candle) (хебр. נדליק ביחד נר) заузела је 12. место са укупно 37 освојених бодова.